# Arlindo Chinaglia
Arlindo Chinaglia Junior GOMM (pronúncia AFI: [kiˈnaʎa]; Serra Azul, 24 de dezembro de 1949) é um médico e político brasileiro filiado ao Partido dos Trabalhadores. É deputado federal por São Paulo há sete mandatos, sendo presidente da Câmara dos Deputados entre 2007 e 2009 e Presidente do Parlamento do Mercosul desde 1º de janeiro de 2025. Foi também deputado estadual do mesmo estado e Presidente do Parlamento do Mercosul em 2016.

## Biografia
De origem italiana, graduou-se em medicina pela Universidade de Brasília (UnB) com especialização em saúde pública e presidiu a Central Única dos Trabalhadores (CUT) e o Sindicato dos Médicos, ambos do estado de São Paulo. Foi membro fundador do Partido dos Trabalhadores (PT).

### Assembleia Legislativa de São Paulo
Nas eleições de 1990, Chinaglia candidatou-se pelo PT à Assembleia Legislativa de São Paulo (ALESP). Foi eleito em último lugar, com 13 143 votos (0,08%). Foi eleito deputado estadual em último lugar, parcialmente devido à baixa adesão ao partido nas urnas estaduais daquele ano.

### Câmara dos Deputados
Nas eleições de 1994, com mais que o dobro dos votos (28 323; 0,15%), foi eleito deputado federal por São Paulo. Nas eleições de 1998, novamente dobrou seu eleitorado, sendo reeleito com 56 672 votos (0,36%) Destacou-se durante o governo de Fernando Henrique Cardoso (1995–2002). Ficou conhecido como proponente de Comissões Parlamentares de Inquérito (CPIs). Entre 2001 e 2002, exerceu o cargo de Secretário de Implementação das Subprefeituras, na prefeitura de São Paulo.
Nas eleições de 2002, foi novamente reeleito para um terceiro mandato, dessa vez alcançando 136 402 votos (0,69%). Em 2004, Chinaglia foi admitido pelo presidente Luiz Inácio Lula da Silva ao grau de Grande-Oficial especial da Ordem do Mérito Militar. Nas eleições de 2006, foi reeleito com 170 008 votos (0,84%).

#### Presidente da Câmara dos Deputados
Na legislatura 2007–2009 foi eleito presidente da Câmara dos Deputados, prometendo combater os "detratores" do Congresso Nacional. Disse à revista britânica The Economist: "quem quer que ataque o Parlamento… também ataca a democracia". Ao deixar o mandato, pediu desculpas aos deputados pelo excesso de rigor no comando da casa.
Nas eleições de 2010, foi reeleito para um quinto mandato com 207 465 votos (0,97%). Nas eleições de 2014, registrou sua primeira queda: embora eleito, perdeu parte dos votos no estado para o palhaço Tiririca, que compôs a coligação entre o antigo Partido da República (PR, atual PL) e o PT.  Nesse ano, foi eleito com 135 772 votos (0,64%).
Foi reeleito para seu sétimo mandato nas eleições de 2018, mas com seu pior resultado eleitoral desde 1998.  Debilitado nas urnas por um suposto envolvimento na Operação Lava Jato e pela vitória de Eduardo Bolsonaro como o mais votado da história, seu companheiro de partido Rui Falcão foi o mais bem-visto pelos petistas paulistas, enquanto que Chinaglia recebeu apenas 87 449 votos (0,41%).

## Propina da Odebrecht
O deputado é suspeito de cobrar propina da Odebrecht em troca da liberação de uma obra, segundo inquérito autorizado pelo ministro o STF Edson Fachin, e cujos valores chegaram a R$ 10 milhões. Os delatores da Odebrecth (atual Novonor) relataram terem destinado pagamento um total de R$ 50 milhões a um grupo de quatro parlamentares para auxiliarem a Odebrecht e Andrade Gutierrez a vencerem a licitação da Usina Hidrelétrica de Santo Antônio e aparar arestas com o governo federal. Um dos nome era o de Chinaglia, na época presidente da Câmara dos Deputados, que recebeu R$ 10 milhões; os outros eram o então deputado Eduardo Cunha (R$ 20 milhões), o senador Romero Jucá (R$ 10 milhões), e o deputado Sandro Mabel (R$ 10 milhões). Os valores seriam pagos pelas duas construtoras, de acordo com sua fatia no consórcio que ganhou a licitação. Segundo os delatores, Chinaglia ainda reclamou em 2014 que os valores não estavam sendo pagos. A Odebrecht acionou o "Setor de Operações Estruturadas", conhecido como "departamento de propinas", e destinou R$ 2,5 milhões ao deputado. Nas planilhas de pagamento de propinas da empresa, o deputado era apelidado de "Grisalho".